# إينيس غرين
إينيس غرين هو محامي وقاضي وسياسي أمريكي، ولد في 26 فبراير 1776 في Hanover Township, Luzerne County, Pennsylvania ‏ في الولايات المتحدة، وتوفي في 4 أغسطس 1839 في داوفين في الولايات المتحدة. نشط حزبياً في الحزب الديمقراطي. وقد انتخب عضو مجلس النواب الأمريكي ‏.